# كونراد فيرنون مورتون
كونراد فيرنون مورتون (1905-1972) (بالإنجليزية: Conrad Vernon Morton)‏ هو عالم نبات أمريكي.